# Hydroporus erythrocephalus
Hydroporus erythrocephalus är en skalbaggsart som först beskrevs av Carl von Linné 1758.  Hydroporus erythrocephalus ingår i släktet Hydroporus och familjen dykare. Arten är reproducerande i Sverige. Inga underarter finns listade i Catalogue of Life.

## Bildgalleri

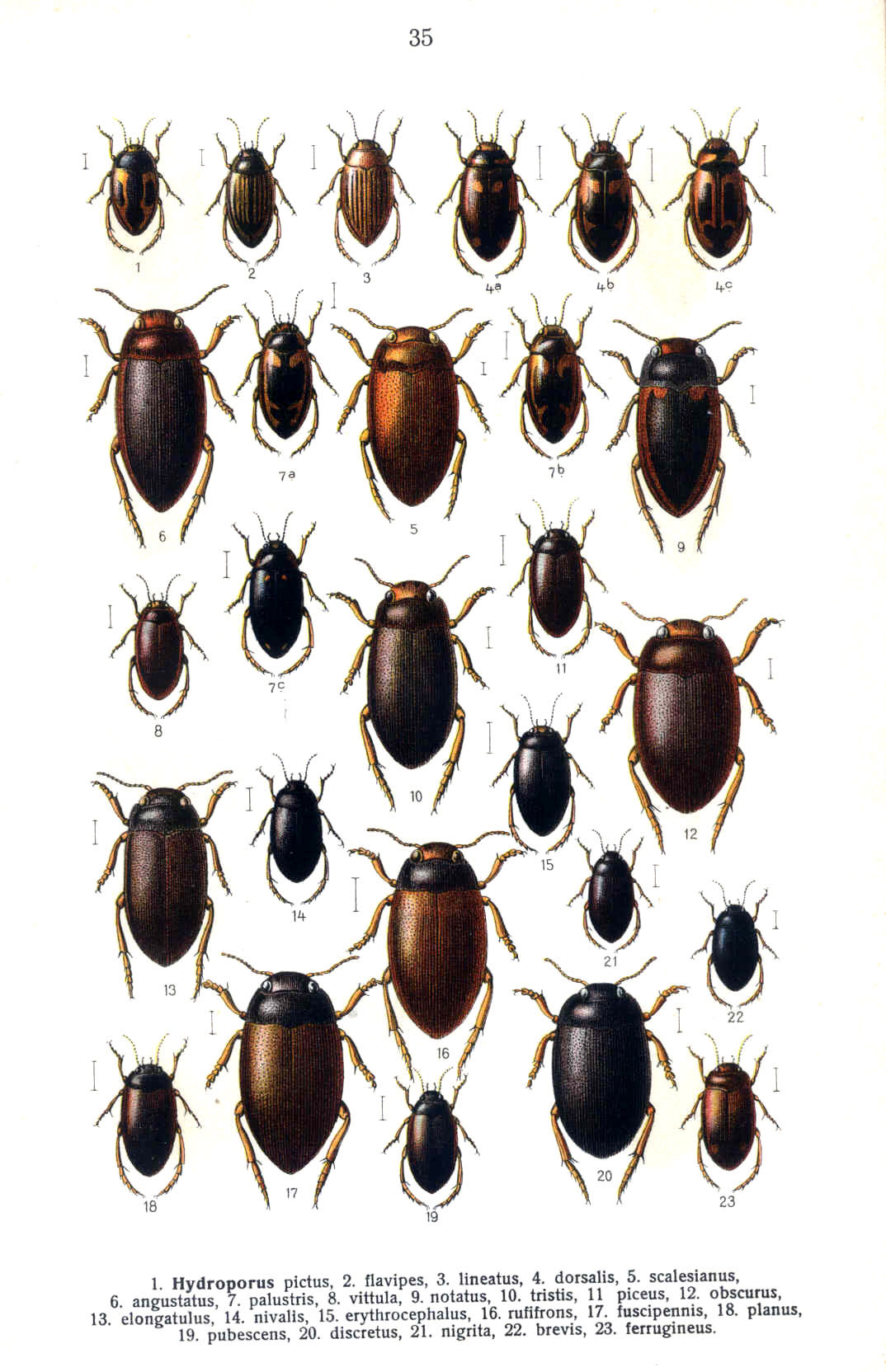
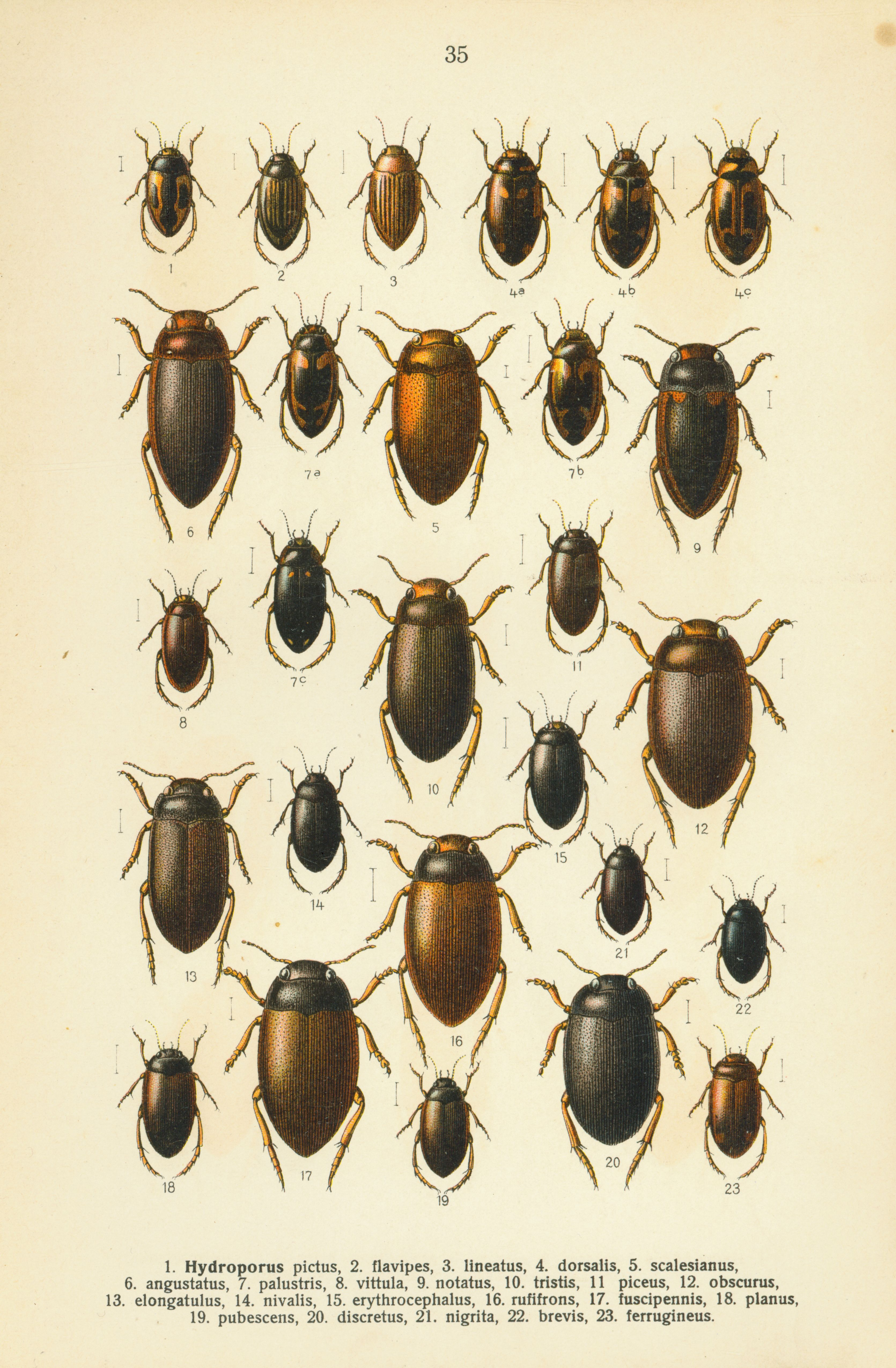